# Staff leasing
Staff Leasing consiste nella somministrazione di lavoro a tempo indeterminato da parte di agenzie per il lavoro ad un'impresa.

## Il dibattito sull'utilità
L'istituto dello Staff Leasing ha incontrato, sin dalla sua approvazione, la netta opposizione da parte dei sindacati; essi temevano che attraverso tale strumento potessero essere aggirate le tutele poste a presidio del lavoro subordinato.
I fautori di questa figura hanno invece sostenuto le sue potenzialità di rendere più facile l'approvvigionamento e la gestione della manodopera da parte dell'imprenditore, di cui si occupa integralmente l'agenzia fornitrice.

## Nel mondo

### Italia
Lo staff leasing  è stato oggetto di previsioni altalenanti da parte del legislatore italiano: inizialmente vietato dalla legge 23 ottobre 1960, n. 1369 che sanciva il divieto di interposizione di manodopera nel contratto di lavoro, è una delle forme di somministrazione di lavoro. Esso di fatto è stato introdotto nell'ordinamento giuridico italiano dal d.lgs 276/2003 (Legge Biagi). 
L'art. 85 comma 1) lettera c) del Dlgs. 276/2003 abroga definitivamente dall'ordinamento italiano lo storico divieto di interposizione e intermediazioni di manodopera nelle prestazioni di lavoro, disposto dell'art. 1 della L. 1369/1960, che, testualmente, prevedeva il divieto di affidare in appalto o in subappalto o in qualsiasi altra forma, anche a società cooperative, l'esecuzione di mere prestazioni di lavoro mediante l'impiego di manodopera assunta e retribuita dall'appaltatore o dall'intermediario, qualunque sia la natura dell'opera o del servizio cui le prestazioni si riferiscono. 

Tuttavia, nel 2011 è stato introdotto il reato di Intermediazione illecita e sfruttamento del lavoro.
La legge 24 dicembre 2007, n. 247 (finanziaria 2008) l'aveva abrogato, ma l'istituto è stato reintrodotto dalla legge 23 dicembre 2009 n. 191 (finanziaria 2010).
Lo staff leasing è la somministrazione di lavoro a tempo indeterminato, la legge ne effettua una tipizzazione per evitarne gli abusi, limitandolo così a casistiche ben definite presenti nell'art. 20, comma 3, lett. i), del D. Lgs. 276/2003. La finanziaria 2010 ne ha ampliato i casi di utilizzo alle attività di cura della persona e consente l'ampliamento dei casi di ammissibilità non più solo alla contrattazione collettiva e territoriale, ma anche aziendale.
Nel 2015 un decreto del Jobs Act ha previsto degli sgravi al fine di far crescere l'adozione di questo strumento contrattuale.